# متحولة ثنائية
المتحولة الثنائية (الاسم العلمي:Dientamoeba) هي جنس يتبع فصيلة المتحولات الثنائية من رتبة المشعريات الثلاثية.

## أنواع المتحولة الثنائية
- المتحولة الثنائية الهشة